# Pfarrkirche Wopfing

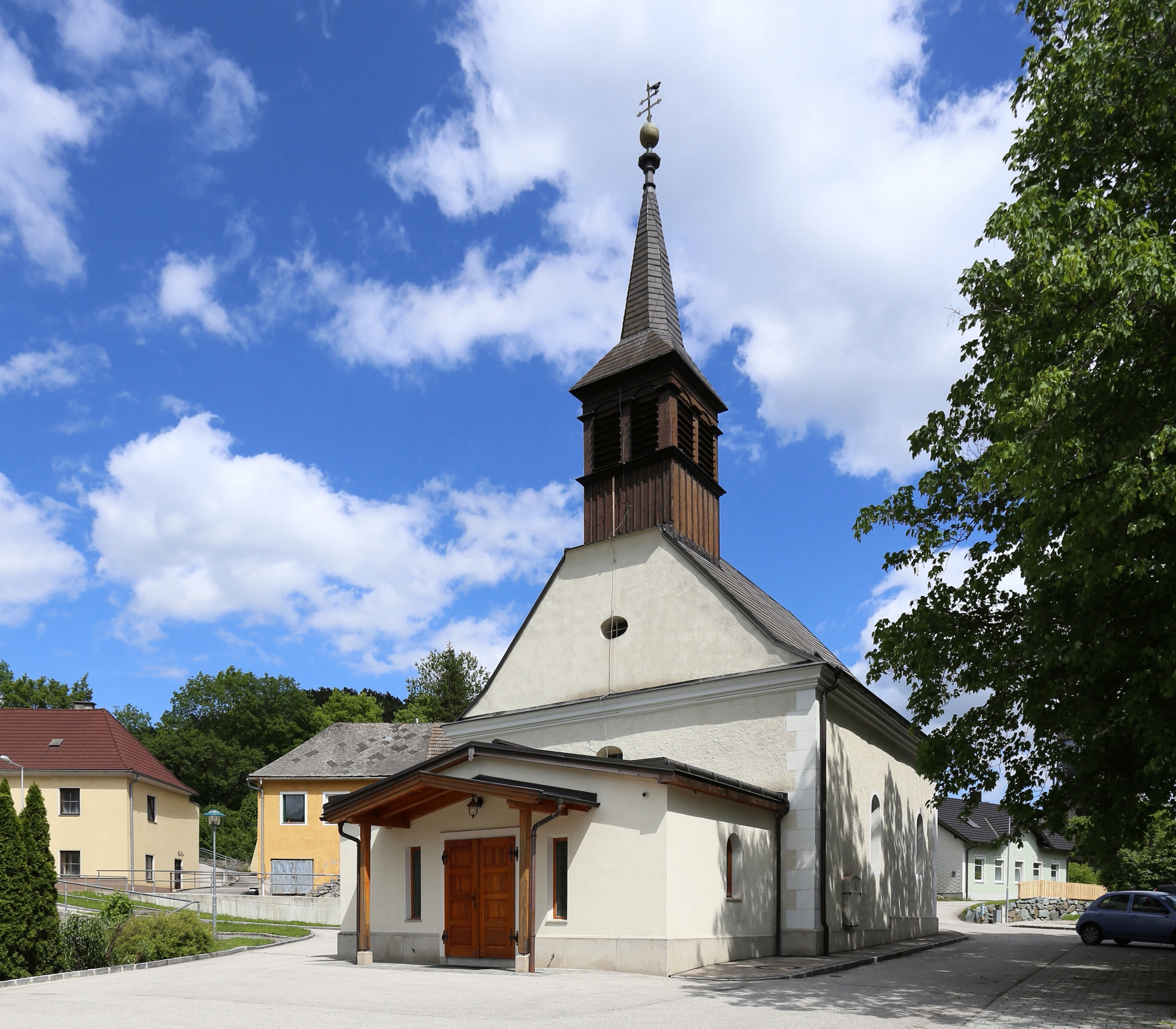
Katholische Pfarrkirche Schmerzhafte Mutter Gottes in Wopfing

Die Pfarrkirche Wopfing steht auf einem Platz an der Durchfahrtsstraße in der Ortschaft Wopfing in der Marktgemeinde Waldegg im Bezirk Wiener Neustadt-Land in Niederösterreich. Die dem Patrozinium Schmerzhafte Mutter Gottes unterstellte römisch-katholische Pfarrkirche gehört zum Dekanat Piesting im Vikariat Unter dem Wienerwald der Erzdiözese Wien. Die Kirche steht unter Denkmalschutz (Listeneintrag).

## Geschichte
Urkundlich wurde 1440 eine Kapelle Unsere Liebe Frau am Anger genannt. Das barocke Langhaus wurde 1730/1733 erbaut. 1783 wurde die Pfarre gegründet. Die Kirche wurde 1999/2000 mit einer Vorhalle ergänzt und restauriert.

## Architektur
Die kleine Saalkirche hat einen gotischen Chor und ein barockes Langhaus.
Das Kirchenäußere zeigt ein im Kern wohl gotisches kurzes barockes Langhaus unter einem Satteldach mit Rundbogenfenstern und einem hölzernen Giebelreiter aus dem Ende des 19. Jahrhunderts. Der eingezogene Chor aus dem 14. Jahrhundert hat Spitzbogenfenster, nördlich davon ist ein Sakristeianbau unter einem Walmdach. Die Vorhalle steht unter einem seichten Satteldach.
Das Kircheninnere zeigt ein Langhaus unter einer Flachdecke mit einem umlaufenden Gesims und ein schulterbogiges Portal zur Sakristei. Die dreiachsige platzlunterwölbte Westempore auf quadratischen Pfeilern entstand 1831. Der gedrückte Triumphbogen ist spitzbogig. Der eingezogene einjochige gotische Chor hat einen Fünfachtelschluss mit einem konsollos anlaufenden Rippengewölbe im Chorschluss, im Joch ist nur die Scheitelrippe erhalten.
Die Fugen- und Schablonenmalerei im Langhaus wurde erneuert, im Chor sind Pilaster gemalt. Die ornamentale Glasmalerei entstand 1890. Das Glasfenster mit der hl. Barbara in der Sakristei in neugotischen Formen ist aus 1999/2000.

## Ausstattung
Der neugotische Hochaltar um 1870 zeigt mittig eine Kopie der Wopfinger Pietà, das bemerkenswerte Original befindet sich seit 1985 im Wiener Diözesanmuseum, flankiert von den neugotischen Statuen der Heiligen Leonhard und Florian.
Das ovale Taufbecken aus dem 18. Jahrhundert steht auf einem erneuerten Balusterfuß, der Deckel als Kupferarbeit in neugotischen Formen wurde auf der Weltausstellung Paris 1900 mit einem 2. Preis ausgezeichnet.
Die Orgel mit 7 Registern in einem neobarocken Gehäuse baute Carl Hesse 1877.

## Grabdenkmäler
- In einem Rest der ehemaligen Friedhofsmauer Grabstein Rupertus Zaisperger 1750.
- Südlich der Kirche ein Steinkreuz auf einem Volutensockel Anna Maria Seywald 1760.
- Am Langhaus Joseph Seywald 1761.